# Arild Andersen
Pour les articles homonymes, voir Andersen.
Arild Andersen est un bassiste norvégien né le 27 octobre 1945 à Strømmen (Norvège).
C'est un musicien polyvalent, capable de s'intégrer dans de nombreux contextes, le free jazz, le jazz-rock, le new age.
Il étudie dans les années 1960 la basse et le concept lydien d'organisation tonale de George Russell avec lequel il joue (1960-1970).
Il apparaît dans divers festivals en Norvège à la fin des années 1960, puis au cours du Berliner Jazztage en 1968. Il travaille régulièrement  avec Jan Garbarek de 1969 à 1973, mais fréquemment avec George Russell, Sonny Rollins, Karin Krog, Sam Rivers, Paul Bley, Joe Farrell, Dave Friedman, Barry Altschul, Steve Kuhn, Sheila Jordan, Alphonse Mouzon, John Taylor, Bill Frisell et autres.
Il dirige de nombreux combos avec Knut Riisnæs, Jon Balke, Paul Thowsen, Juhani Aaltonen et Lars Jansson dans les années 1970, puis avec Jon Christensen, Tore Brunborg, Nils Petter Molvaer (dans le quintet Masqualero). En 1990 sort l'album Sagn, collaboration avec Kirsten Bråten Berg, personnalité du chant traditionnel norvégien.

## Discographie
- Clouds in my head (1975)
- Shimri (1976)
- Green shading into blue (1978)
- A Mølde concert [live] (1981)
- Masqualero (1983)
- Bande part (1985)
- If you look far enough (1988)
- Sagn (1990)
- Kristin lavransdatter (1995)
- Hyperborean (1997)
- The triangle (2004)
- Electra (2005)
- Live at Belleville (2008)
- Mira (2014)
- In-House Science ECM  (2018)
- Achirana (Arild Andersen, Vassilis Tsabropoulos, John Marshall) 2020
- Karta (Markus Stockhausen, Arild Andersen, Patrice Héral ,Terje Rypdal) 2020

## Musique de film
- 1988 : Blücher
- 1990 : Voyage vers l'espoir (Reise der Hoffnung)
- 1999 : Magnetisørens femte vinter de Morten Henriksen
- 2002 : Hjortronstället